# 魔界奇譚
《魔界奇譚》（Tales from the Crypt），美國電視影集，原本翻譯為《週日神秘檔案》，是在1996年7月由台視開播，每週日晚間十點一次播兩集，一集約30分鐘包含廣告，並且於1997年由華視接手播出，並改名為《魔界奇譚》。

## 外部連結
- 互联网电影数据库（IMDb）上《Tales from the Crypt》的资料（英文）
- AllMovie上《Tales from the Crypt》的资料（英文）